# ميتشيكو ماتسوموتو
ميتشيكو ماتسوموتو (باليابانية: 松本路子؛ بالكانا: まつもと みちこ) هي مصورة يابانية، ولدت في 1950.